# Forchheim (Rheinstetten)

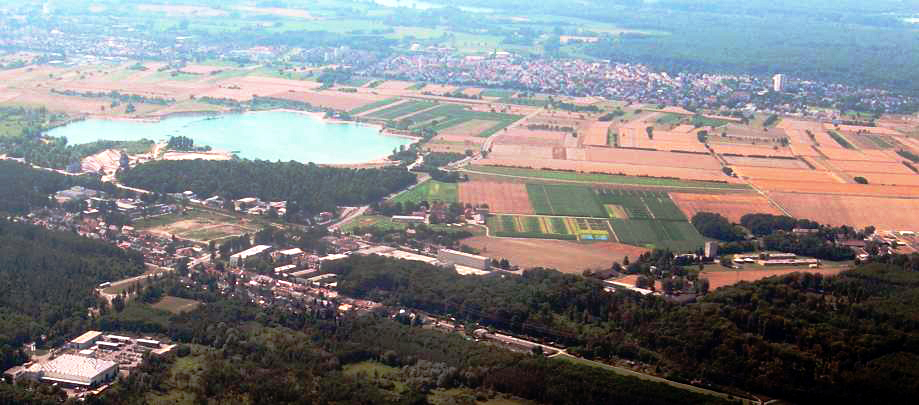
Im Hintergrund Forchheim und teilweise Mörsch, im Vordergrund der Forchheimer Ortsteil Silberstreifen, dazwischen der Epplesee

Forchheim ist ein Stadtteil von Rheinstetten bei Karlsruhe mit rund 9500 Einwohnern.

## Geschichte
Forchheim liegt an einer ehemaligen römischen Heerstraße, ist also vermutlich weitaus älter, als die erste bekannte urkundliche Erwähnung aus dem Jahr 1086 aussagt.
Darin schenkte Kaiser Heinrich V. die Grafschaft „Vorechheim“ per Urkunde dem Bischof von Speyer. Demnach muss das Dorf damals schon bestanden haben.
Der Ortsname Forchheim – Heim unter den Föhren – sowie verschiedene Quellen deuten auf eine Besiedlung im 6. Jahrhundert durch die Franken hin. Bestätigt wird dies durch Gräberfunde mit einer silbernen Münze, die zwischen 527 und 565 in der Lombardei geprägt wurde.
1219 erhielt Markgraf Hermann V. von Baden Forchheim als Lehen.
Forchheim war eine Bauerngemeinde. Aus der Zeit des Dreißigjährigen Krieges sind nur zwei Handwerker – Maurer und Schmied – bekannt. Das hat sich später geändert, die Landwirtschaft aber hatte weiter Bedeutung.
1927 wurde das Tabakforschungsinstitut mit Paul Koenig als erstem Direktor gegründet (heute Außenstelle des Landwirtschaftlichen Technologiezentrums Augustenberg), 1932 die „Staatliche Mastprüfungsanstalt“.
Einen enormen Aufschwung nahm Forchheim nach dem Zweiten Weltkrieg vor allem als Wohngemeinde. Die Einwohnerzahl hat sich seitdem auf über 9000 nahezu verdreifacht.
Forchheim wurde anlässlich der Gemeindereform am 1. Januar 1975 mit Mörsch und Neuburgweier zur Gemeinde Rheinstetten zusammengefasst, welche 2000 die Stadtrechte bekam.

## Stadtgliederung
Zu Forchheim gehört neben dem Hauptort auch noch der Stadtteil Silberstreifen, welcher zwischen der Bundesstraße 36 und Ettlingen liegt.

## Verkehr

### ÖPNV
Am Bahnhof Forchheim (b Karlsruhe) halten die Linien S 7 (Karlsruhe Tullastraße–Achern) und S 8 (Karlsruhe Tullastraße–Bondorf) der Stadtbahn Karlsruhe jeweils im Stundentakt, welche im Abschnitt Karlsruhe Tullastraße–Rastatt in einem gemeinsamen 20-/40-Minuten-Takt verkehren.
Die Stadtbahn-Linie S 2, welche größtenteils dem Verlauf der früheren Karlsruher Lokalbahn folgt und den Charakter einer Überlandstraßenbahn hat, durchquert den Stadtteil im Westen und führt weiter nach Mörsch.

## Persönlichkeiten
Ehrenbürger von Forchheim sind:
- 1922: Karl Schlageter, Hauptlehrer und Schulleiter in Forchheim 1882–1922
- 1951, 22. Februar: Paul König, Leiter des Tabakforschungsinstituts
- 1969: Johann Rupprecht, Bürgermeister von Forchheim 1945–1946 und 1948–1961

Der kanadische Politiker Frank Oberle (1932–2024) wurde in Forchheim geboren. 
Der Bildungsforscher und Medienpädagoge Alfons Otto Schorb (1921–1983) wurde ebenfalls in Forchheim geboren.